# 中国人民大学附属中学
中国人民大学附属中学，简称人大附中或RDFZ，创办于1950年4月3日，聯合校總部位于北京市海淀区中关村科技园区內。人民大学附属中学是北京市政府及教育部支持建設的北京市首批示范高中校，並接受來自中國人民大學的領導。人大附中是北京市及全国范围内的知名中学，G30学校成员校。2020年，人大附中被教育部评为首批国家级示范高中。
人大附中與北京市十一学校、清华大学附属中学、北京101中学、首都师范大学附属中学和北京大學附屬中學合稱「海淀六小強」。

## 辦學規模
學校現有初中部、高中部、中外合作辦學项目（亦称国际课程部， ICC(International Curriculum Center)）、拔尖创新人才早期培养计划（简称早培）與三高足球培訓基地等學部。人大附中也在中國設有多個分校，海外地區，如美國亦設有人大附中分校。並依教育部指示對多所學校如北京農業大學附屬中學及恆大皇馬足球學校等實施教育資源支援，人大附中對这些学校派出管理团队和骨干教师。

## 校园
联合校总部校园占地142亩。校园共有四栋教学楼、两栋宿舍楼、一栋综合功能楼（食堂和多媒体报告厅）、一栋办公楼、一个游泳馆、一个图书馆、一个胶囊体育馆（羽毛球场和篮球场）、一个天文台、一个操场（足球场和田径场）和数个室外篮球场。

### 主要建筑
- 主教学楼正对学校大门，又称毕业楼或高中楼，是一栋现代化教学楼。其地下1层为乒乓球馆与健身房，1-5层为初三与高三的教学班及教师办公室，6层为信息学教室，7层为会议中心，8层为数学等学科教研室及公用教室，监控室等。

- 东教学楼是人大附中的古老建筑，为人大附中在现址建校时所设计，目前能容纳学生约1500人。1995年在东教学楼西侧扩建了一座四层小楼，与其合为一体，成为其正面，称作逸夫教学楼。在2013年时，东教学楼拆除改建，改建完毕后多简称为逸夫楼。在2016年，逸夫楼地下一层的报告厅正式落成。逸夫楼共设有地上7层与地下2层。其中地上1到7层主要用于容纳高一与高二年级的教学班及教师办公室，亦有实验室和机房等；地下1层有大礼堂，用作某些活动及公开讲座等，另有许多阶梯教室；地下2层为训练中心。

- 科学实验楼总面积为6000多平方米，建于1992年。一至四楼分别建有各类实验室、电教中心、汽车模拟驾驶室以及远程教学、多媒体视听、计算机网络等多种专用教室。四楼之上的楼顶还建有直径为9米的天文穹顶，安装有大型天文望远镜。

- 南教学楼一般用于指代毗邻又相对独立的ICC教学楼与初中教学楼两座教学楼。ICC教学楼共设地上6层，用于容纳来自中外合作办学项目的学生，无地下空间；初中教学楼共设地上8层与地下1层，其中地下1层与地上1层为实验室，地上2到5层用于容纳初一与初二的教学班及教师办公室，地上6到8层为宿舍。

- 临时建筑楼简称临建楼。由足球场北看台改建而来，共设两层，主席台位于临建楼二楼正中，主要用于容纳拔尖创新人才早期培养计划（早培）的部分年级与三高足球培训基地教学班及教师办公室、竞赛及桥牌教室。

- 综合功能楼的最近一次翻修在翟小宁校长治下的2018年开工，并最终于2019年由当时新接任的刘小惠校长正式宣布改建完毕。综合功能楼的地下1层为小卖部，地上1-3层为食堂，4层建有多媒体报告厅。

另有办公楼，科研南楼，图书馆，艺术宫和游泳馆，体育馆等建筑。

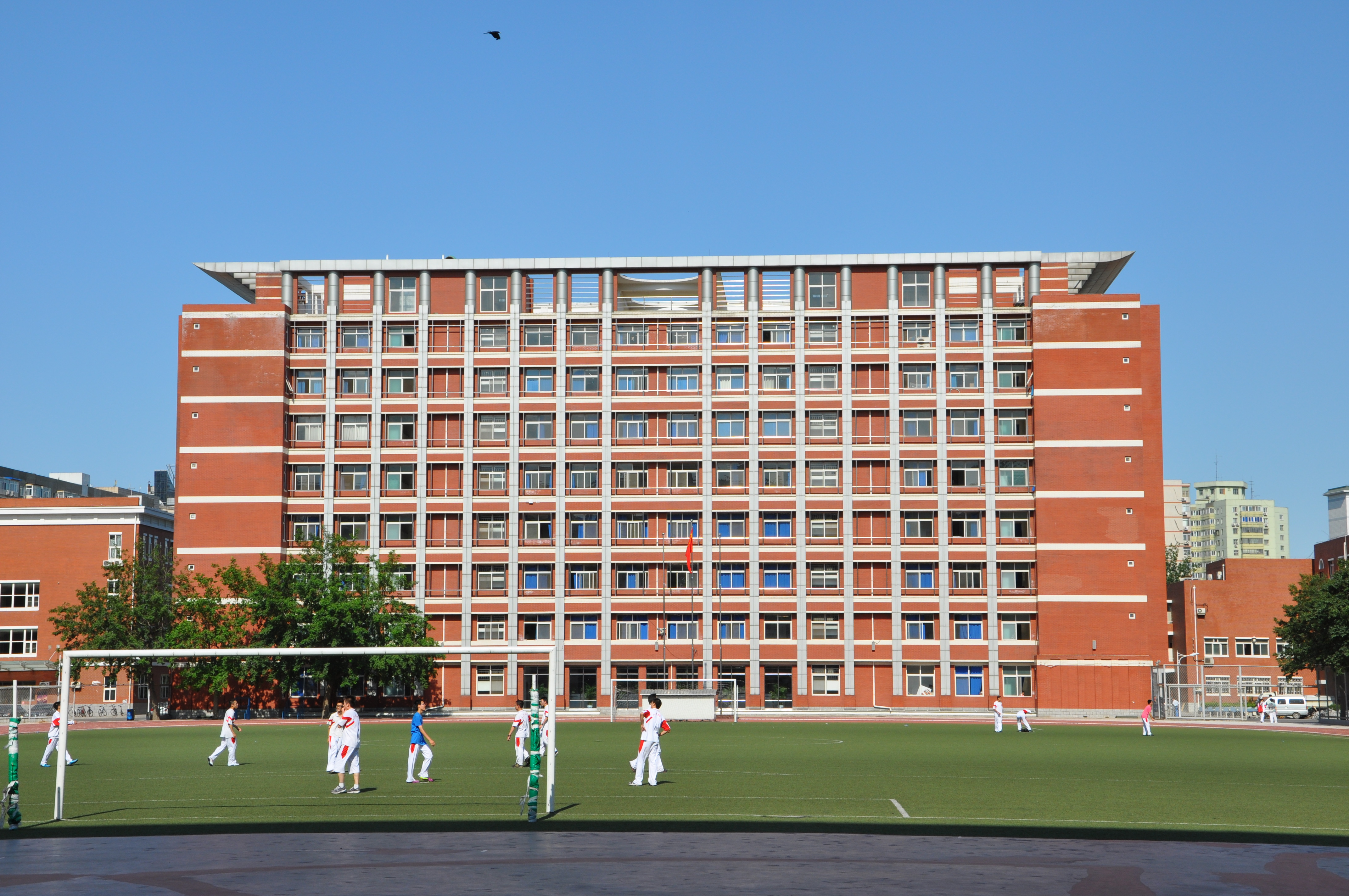
主教学楼 - 本部毕业年级
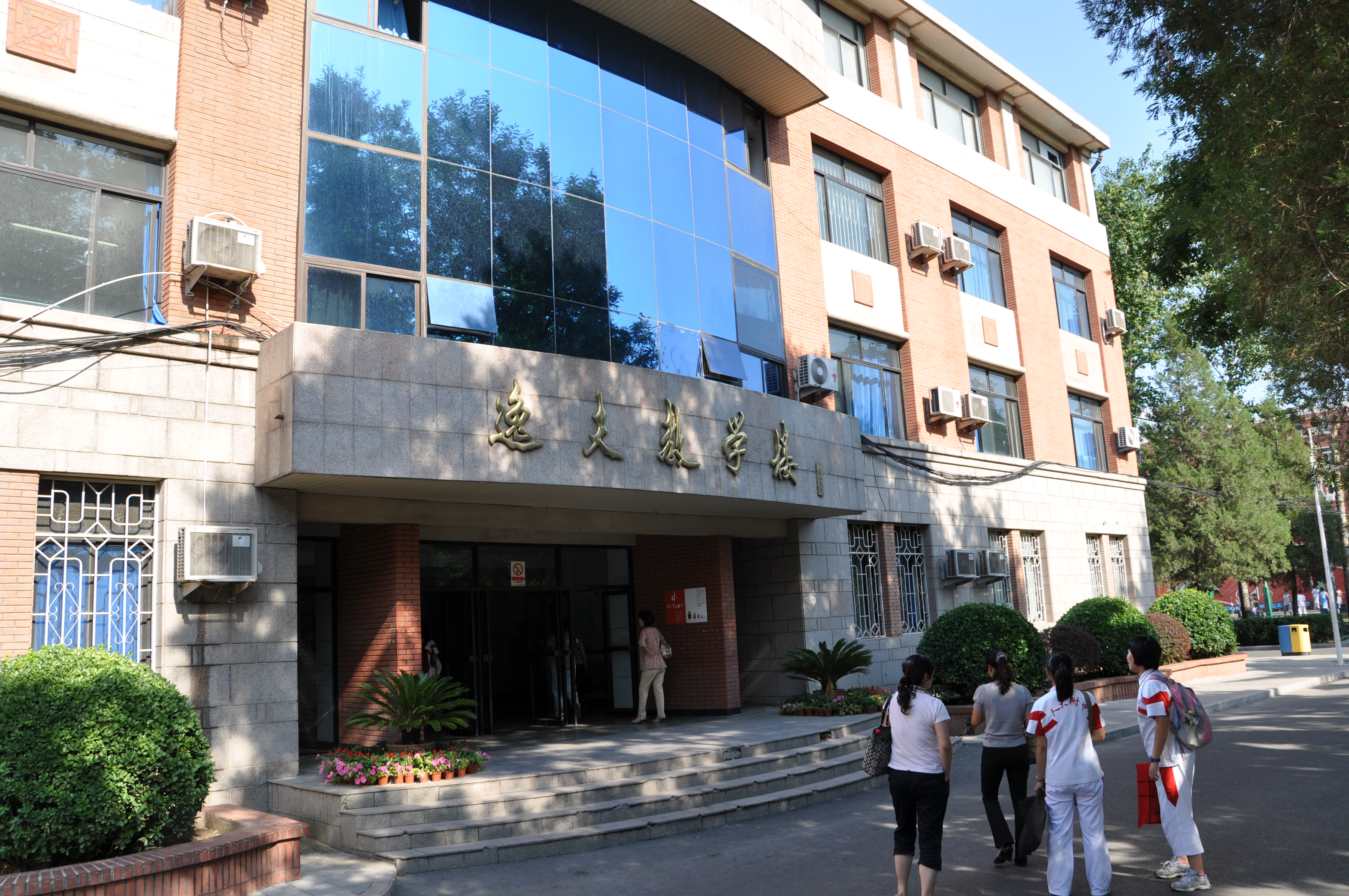
原东教学楼 - 现已改建
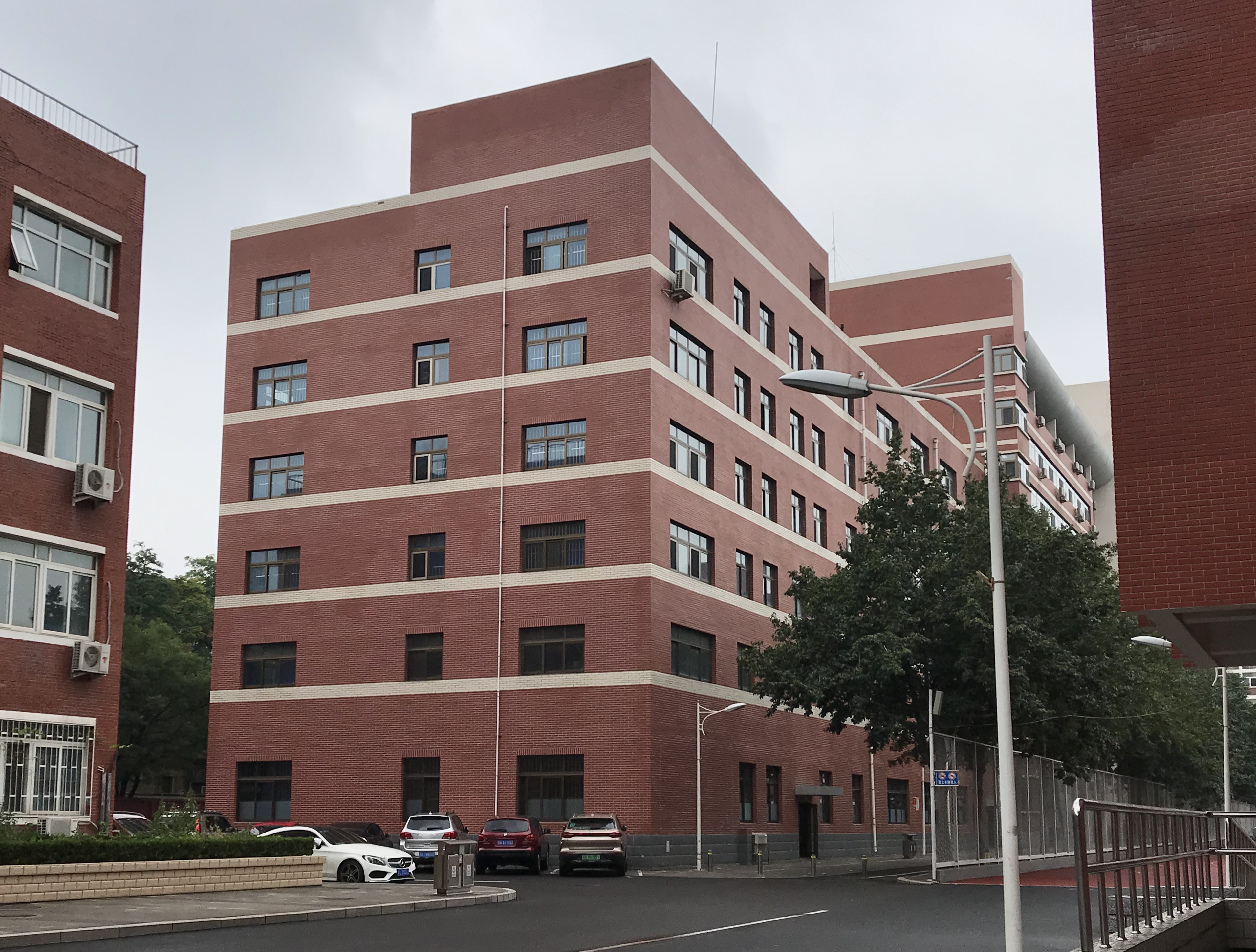
ICC教学楼
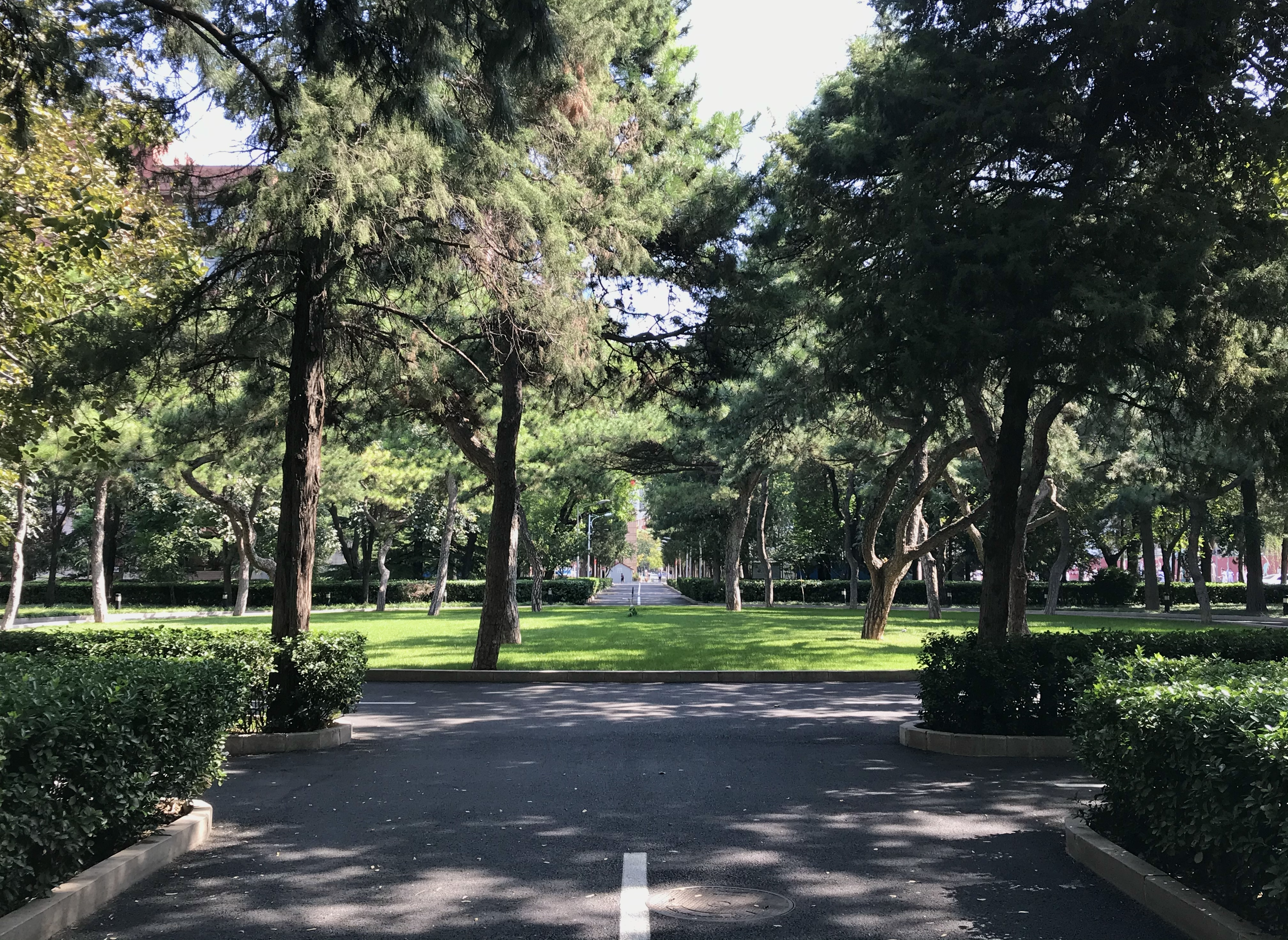
从中心花园望向东校门
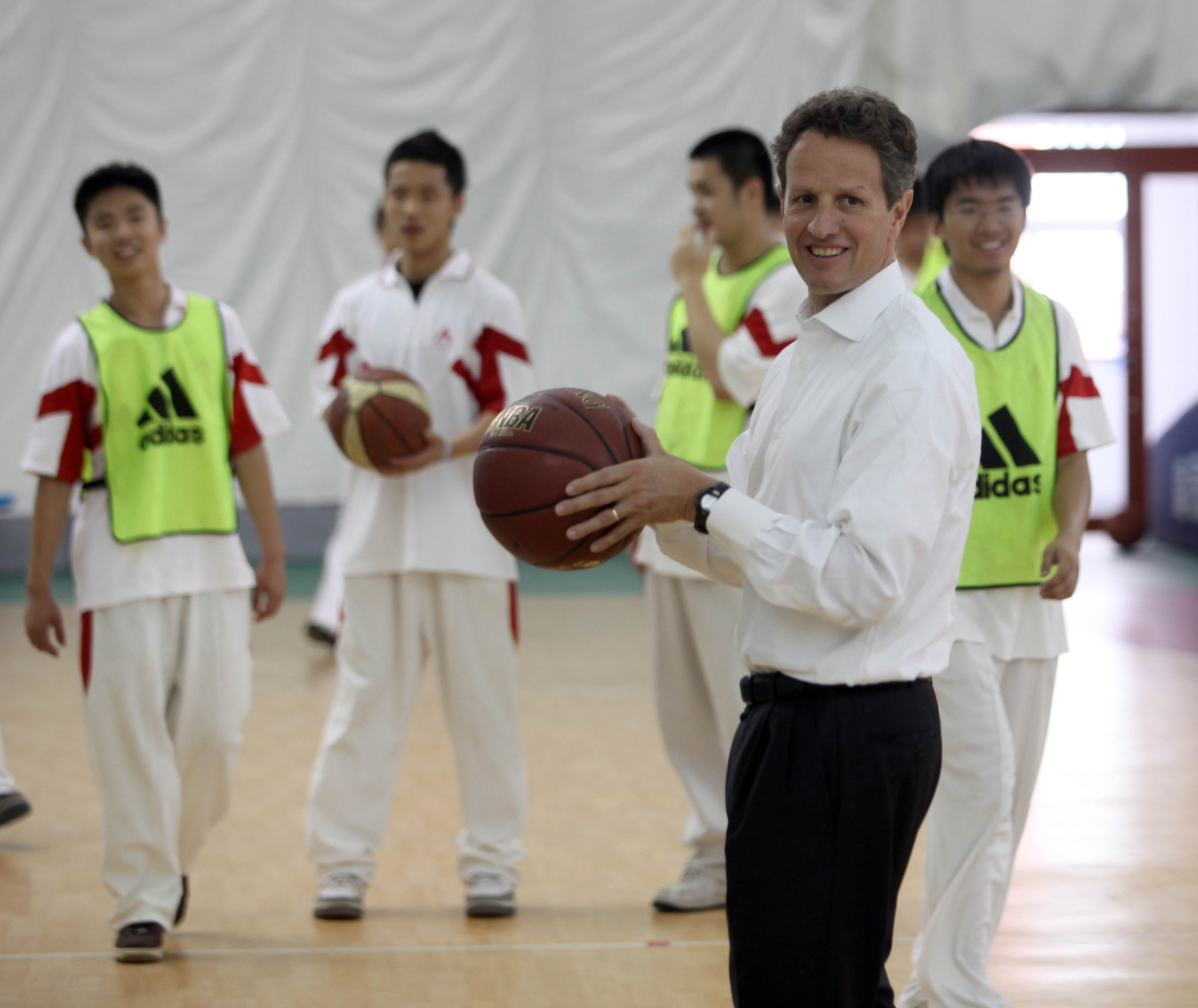
第75任美国财政部长盖特纳在胶囊体育馆中和学生打篮球

### 足球场
足球场是学校大型活动的主要地点，每周一的升旗仪式都在此举行。学生会在体育课和课余时间在足球场上运动，学校每年也会举办校内足球联赛。

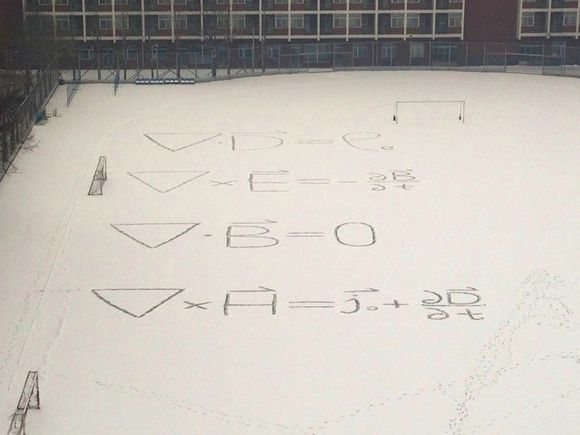
足球场上的线性介质中的麦克斯韦方程组
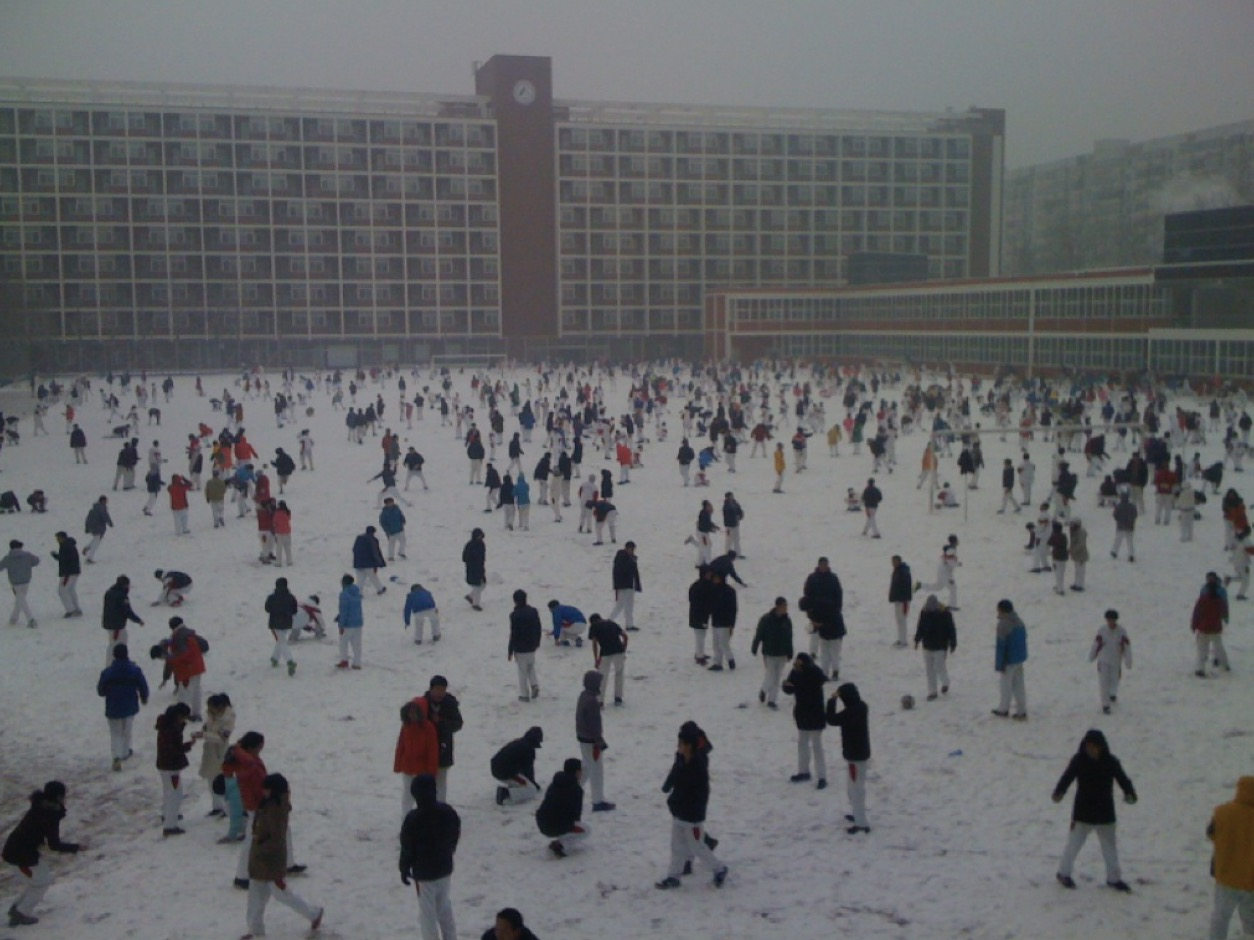
雪后的足球场

## 学校历史
1950年1月，中央教育部直接领导创办了全国第一所工农速中，它就是人大附中的前身。从1950年1月筹备，到4月开学，仅三个月。因为它肩负着探索和开创工农教育“速成”的任务，具有“实验”的性质，故而学校名称为“北京实验工农速成中学”。4月3日，北京实验工农速成中学开学，开学典礼异常隆重，时任教育部长马叙伦亲自率队出席祝贺，副部长钱俊瑞、韦悫、林砺儒出席，其中一位副部长代表部领导讲话，《人民日报》则专稿报道此事。　　
1952年更名为“中国人民大学附设工农速成中学”。
1955年起，人大工农速中开始招收普通高中班。新生质量很高，仅58级9班一个班，就有好几个四中的初中毕业生，还有市（区）金牌、银牌保送生。
1956年，这个时期的人大附中，在校学生一度包含了六种编制：工农速成中学班、普通高中班、师院预科班、中等师范班、人大预科班、工农干部文化补习班工农干部文化补习班。
1956年7月，根据教育部指示，附中移交北京市教育局，至1958年4月再度回归人民大学领导，这时，学校更名为“中国人民大学附属工农中学”，意味着学校已成为一所正规中学；保留了“工农”二字，是因为校内尚有各类工农学员。
1960年，学校开始招收初中生，从单一高级中学向初高中兼有的完整中学过渡。1963年，最后一批工农学员毕业离校。1960年，学校已正式更名为“中国人民大学附属中学”。
1953年建成的北一楼、北二楼解决学生住宿，从此学生全部改为寄宿制。北平房为教工住房。1954年，建起行政办公楼和西教学楼。同年，人大附中中心花园建成。
1955年，建造了“守住学校西部边界”的学生宿舍楼。1956年，建起新的学生教工食堂，老食堂改为图书馆并辟出学生阅览室和教师资料室。
1970年，北京市革命委员会通知 中国人民大学停办。人大附中更名為“北京市172中学”，由海淀区教育局管辖。70年代，人大附中的体育兴旺繁荣，校篮球队曾在70、71、72年连续三年蝉联北京市中学生男篮联赛冠军，女队在整个七十年代也一直保持亚军的佳绩。曾有过海淀区男子、女子、初中、高中四个冠军全包的优异成绩。
1978年，中国人民大学复校后，学校恢复了与人大的隶属关系，校名由“北京172中学”重新改为“中国人民大学附属中学”。
1999年12月，人大附中与美国纽约州立大学和堪顿中心学校进行了基于网络的多媒体交互式远程教学试验。美方将此次活动通过国际互联网向全世界直播。2000年4月，人大附中正式启动了与堪顿中学的远程教学。两校经常性地通过远程教育方式进行英语、数学和生物等学科的双向教学活动。2001年开通了与日本的远程教学活动。2003年4月，人大附中创办的人大附中网校，以远程超常教育和基础教育为核心业务，为全国的中小学生提供在线教育服务。2005年3月，人大附中承担的国家级课题“网络教育关键技术及示范工程”项目——“中学教育示范工程”，顺利通过国家验收。人大附中是加入该项目的唯一一所中学。项目成果已由人大附中网校在全国范围内推广应用。
2012年9月，人大附中联合总校成立。

## 關聯學校

### 人大附中分校
该学校最早前身可以追溯至创建于1964年的西颐中学以及双榆树三中，2001年两校合并为西颐实验中学，2003年学校改由人大附中承办并改为此名，为中学六年制学校。2022年学校转回公办。
- 首都师范大学附属玉泉学校：位于北京市海淀区闵庄南路，前身是首都师范大学附属小学玉泉校区，2015年经海淀区教委批准增设初中部并改为现名，2022年，学校加入人大附中分校教育集团，接受人大附中分校的对口帮扶。该学校表面上自2023年起招收高中生，但实际上，这些高中新生会在挂有首师附玉泉学校学籍前提下直接前往人大附中分校就读。

### 人大附中西山学校（苹果公司教育支援）
人大附中西山学校创建于2009年，位于北京海淀上地以西青龙桥以东，2022年学校转为公办校，为中学六年制学校，除普通中学外该学校还设有美国AP高中国际部。此外，该学校也是苹果公司支援建设的学校，在教学过程中部分时候会使用苹果的设备。

### 人大附中第二分校
人大附中第二分校前身是建立于1964年的蓝靛厂中学。2009年人大附中承办该校并改为现名，原为中学六年制学校，现正在向十二年一贯制过渡，2022年起该学校新建综合楼，预计2024年完工。

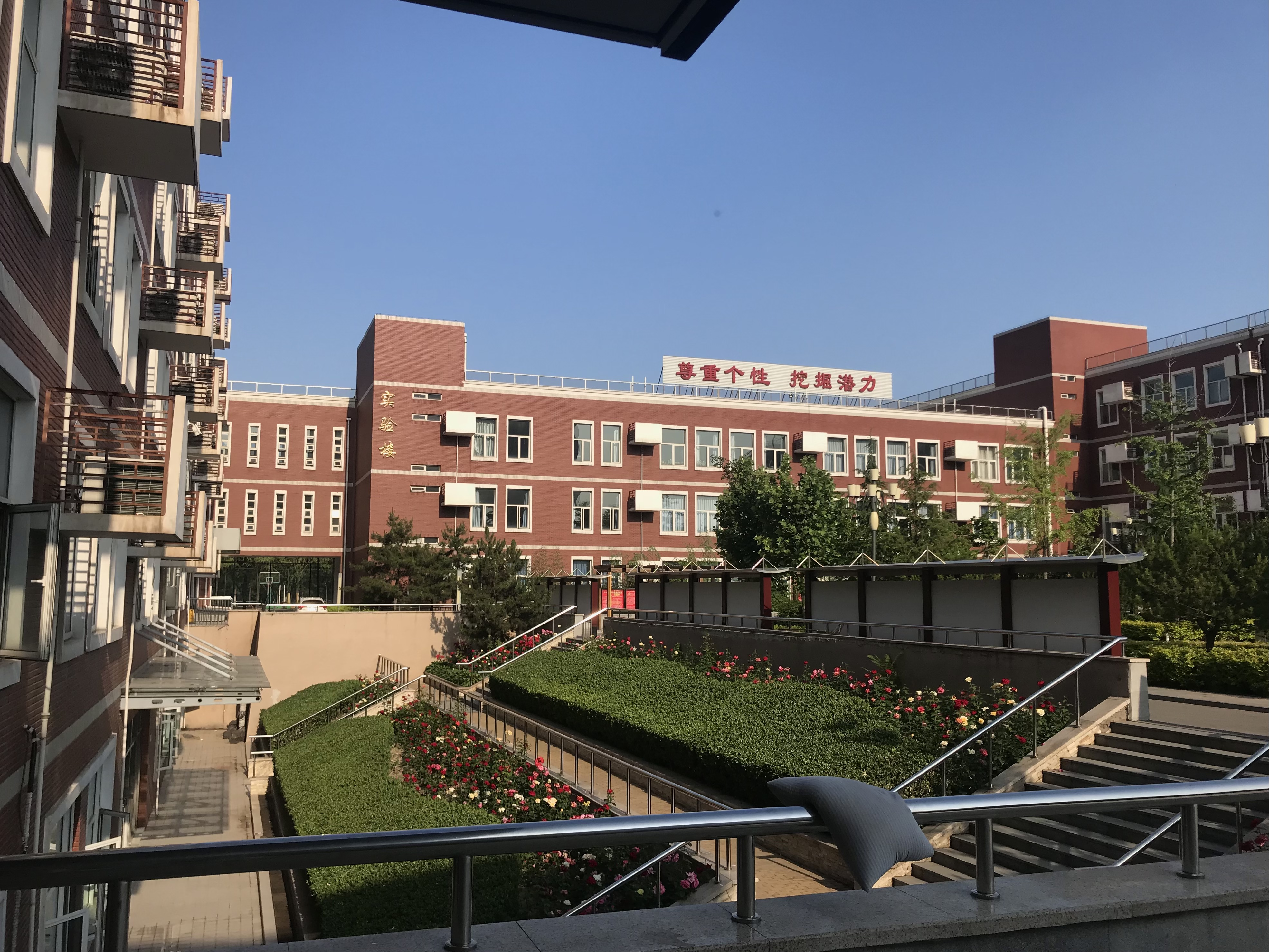
人大附中朝阳学校（太阳宫校区）

### 人大附中朝阳学校
于2011年建校，是人大附中承办的、位于北京市朝阳区的十二年一贯制公立学校。建校时设有三个校区，后增设三个校区，形成一校六址。

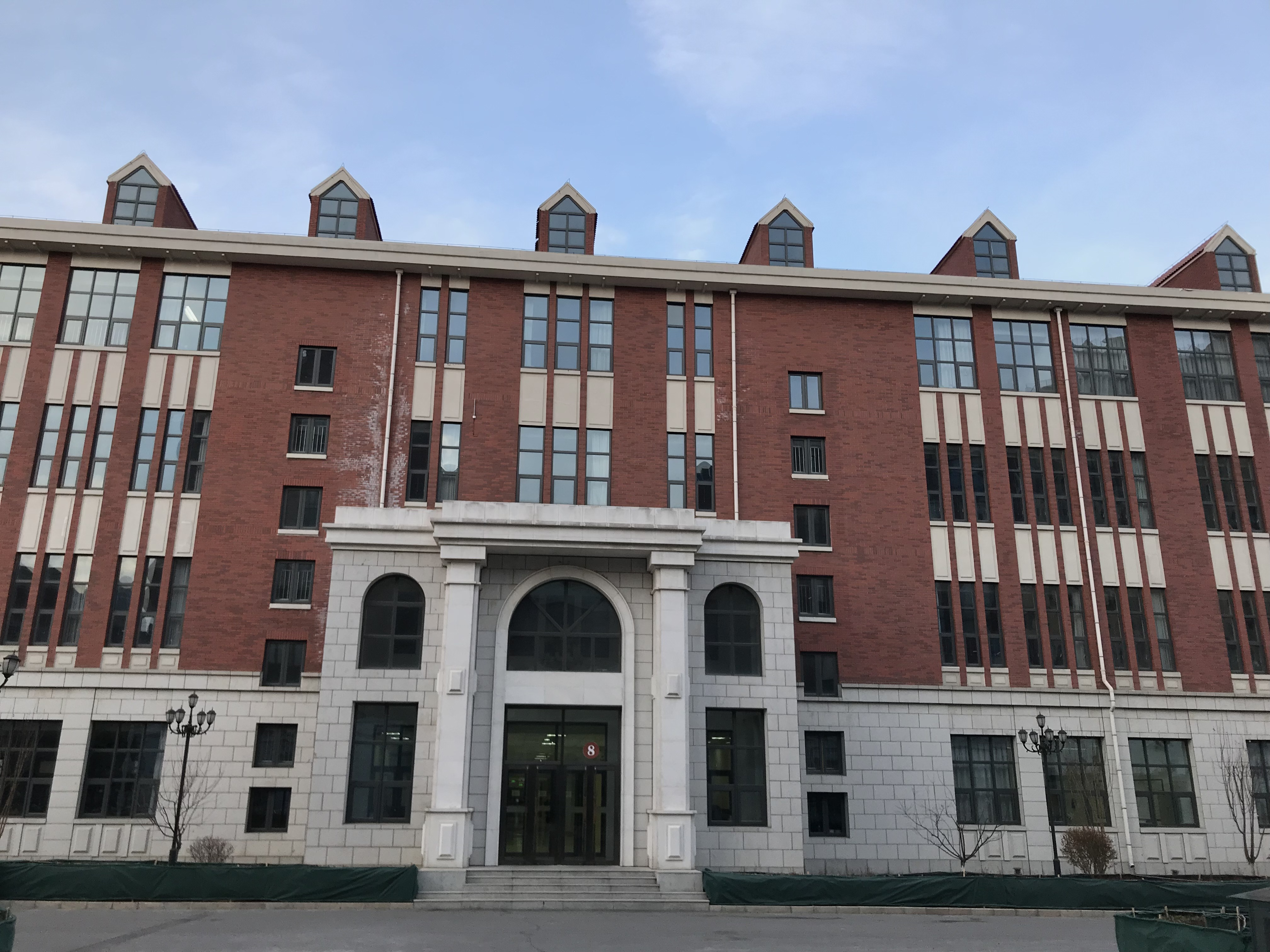
人朝分实验学校

### 人朝分实验学校
人朝分实验学校是一所中学六年制的民办中学，位于北京市朝阳区太阳宫北街。原校名为“人大附中朝阳分校”或“中国人民大学附属中学朝阳实验学校”，2022年变更为现校名。

### 人大附中翠微学校
前身是成立于1961年的卫国中学（原北京市卫戍区子弟学校）和1962年的翠微中学，2014年4月30日，两校合并并改由人大附中承办，使用现今名称（原卫国中学作为初中部，原翠微中学作为高中部），为中学六年制学校。2020年增设小学部，位于翠微东里12号（原北京市第189中学、北京市信息管理学校翠微校区）。

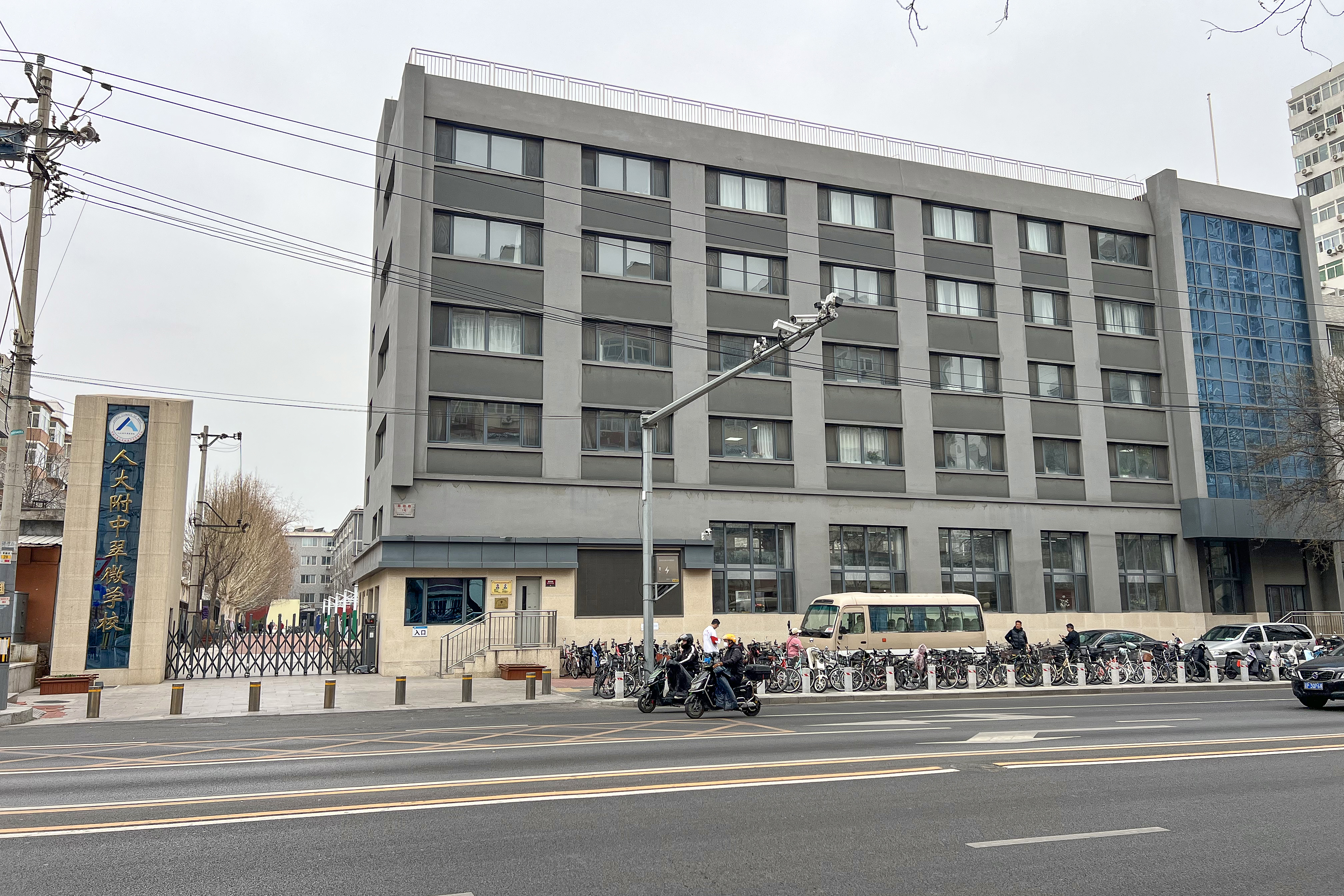
人大附中翠微学校高中部
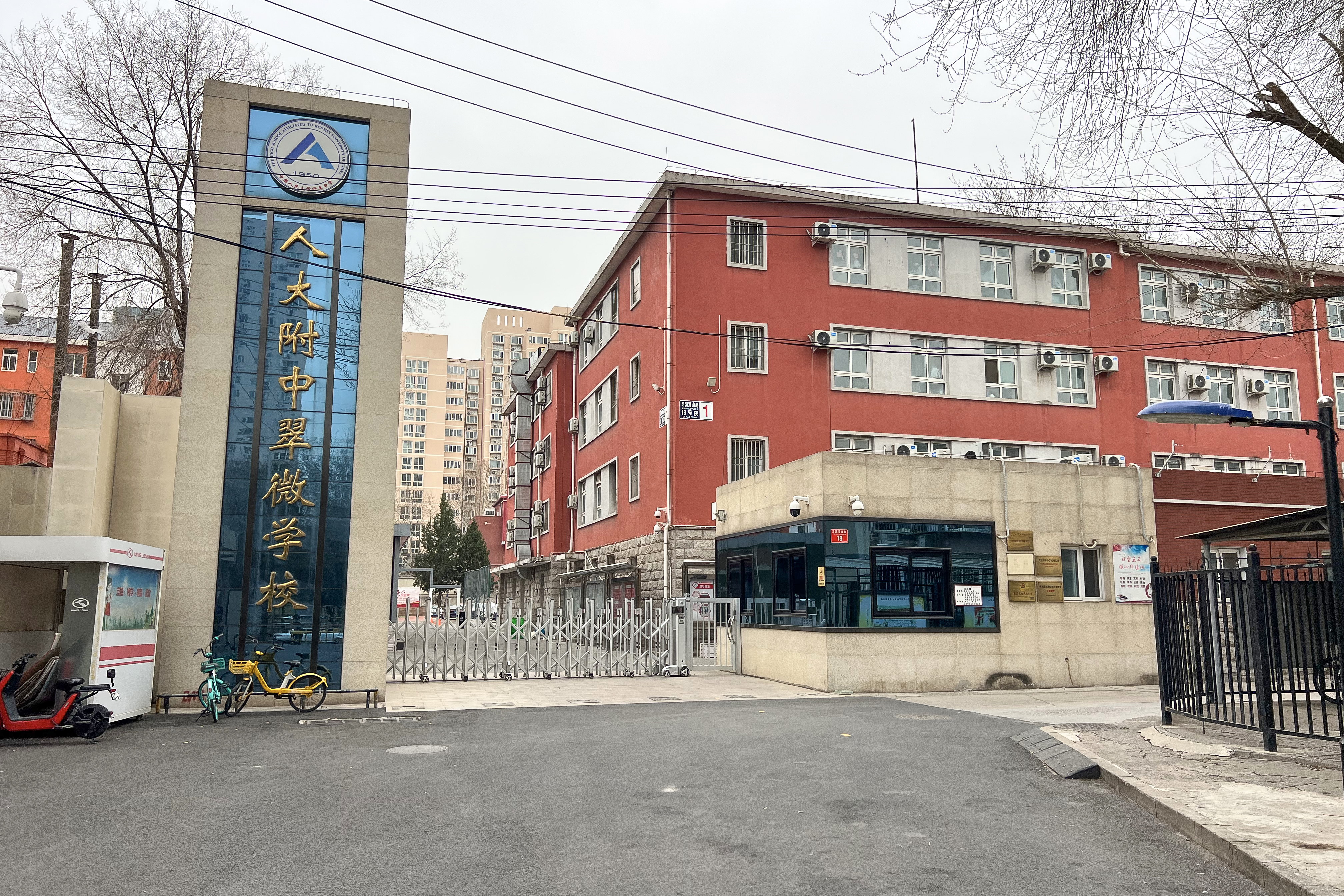
人大附中翠微学校初中部
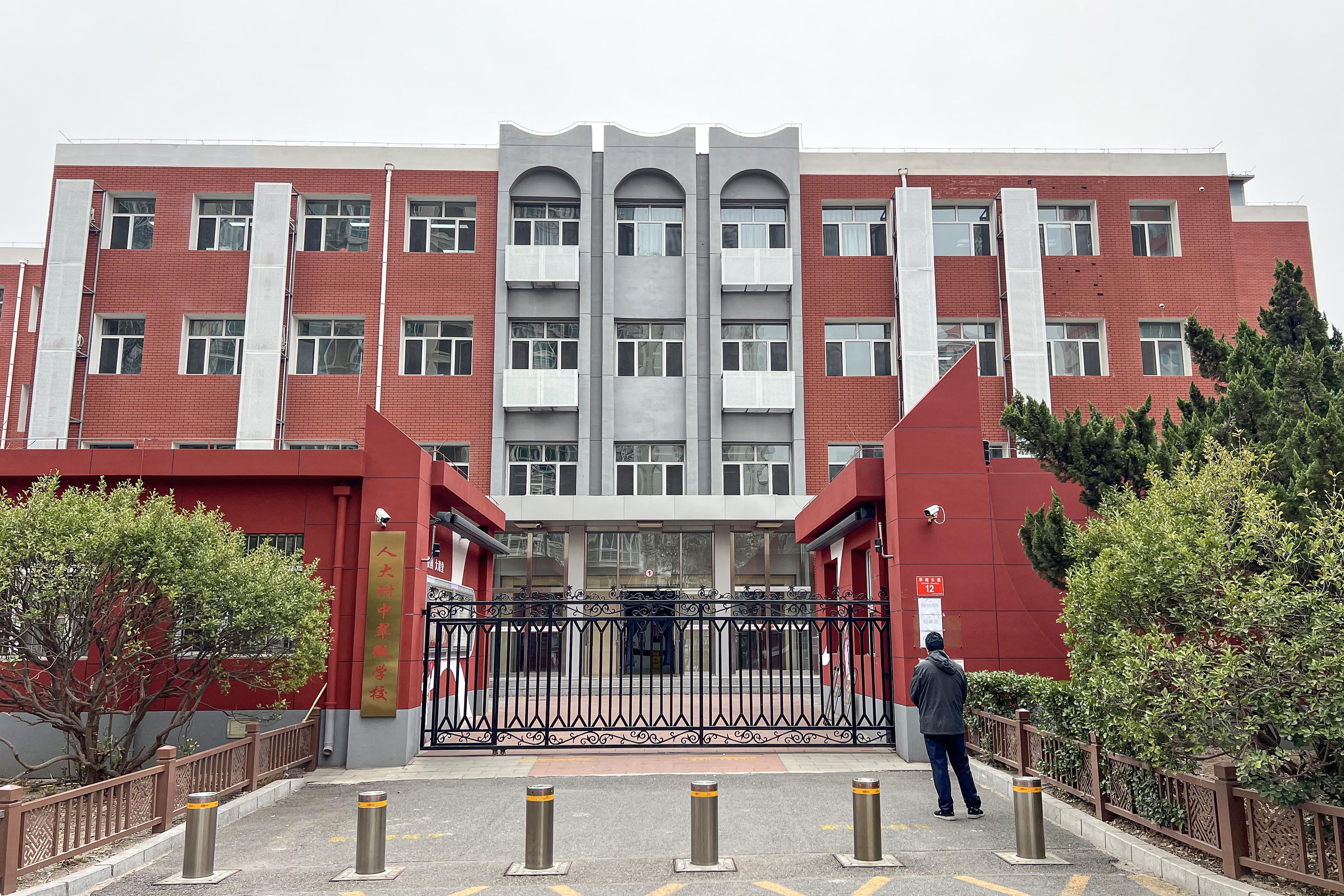
人大附中翠微学校小学部

### 人大附中航天城学校

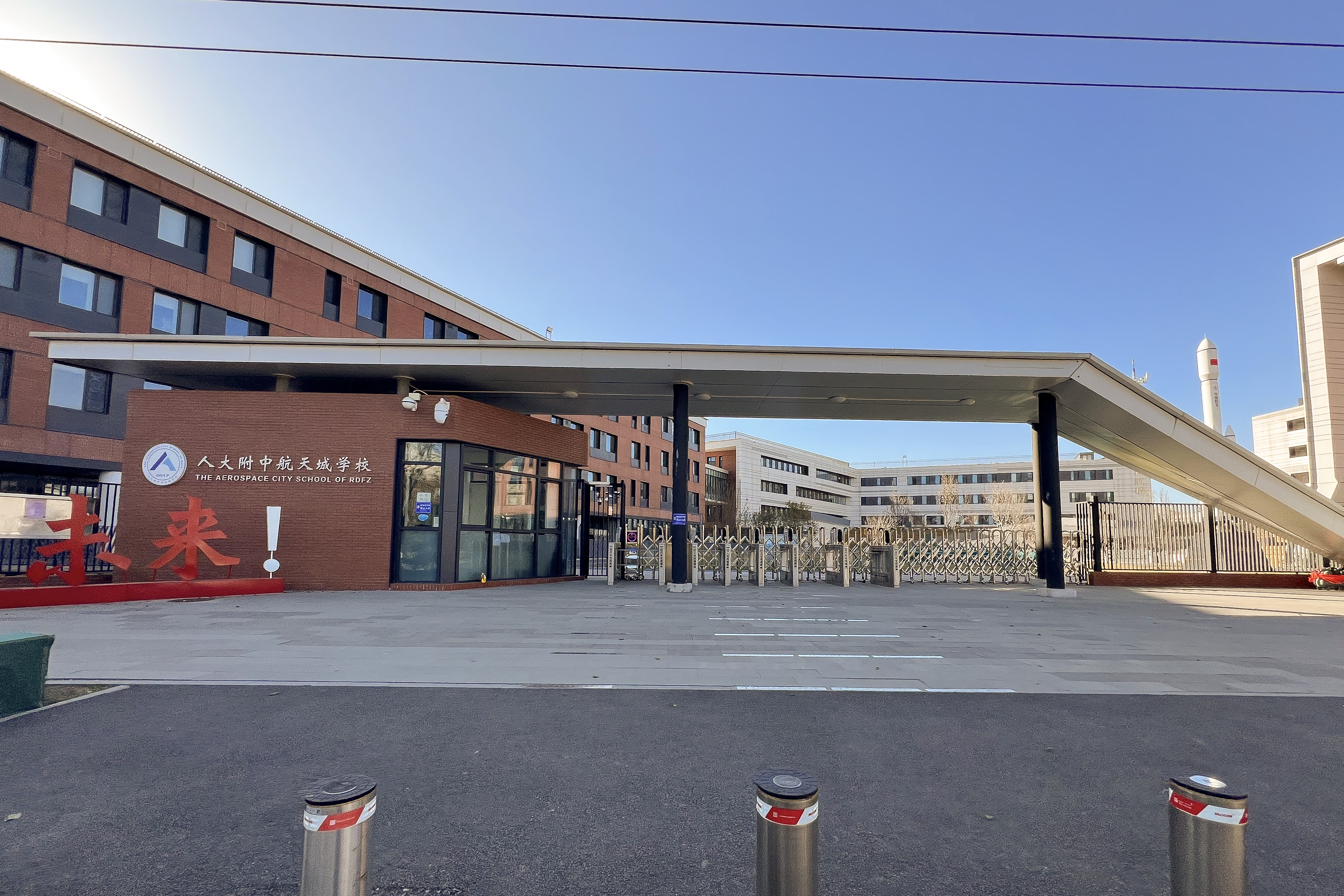
人大附中航天城学校

位于北京海淀区北部，由人大附中成立于2017年，学校于2017年起招收小学生，2019年迁入新校区并开始招收初中生，2022年起招收高中生，是十二年一贯制学校。

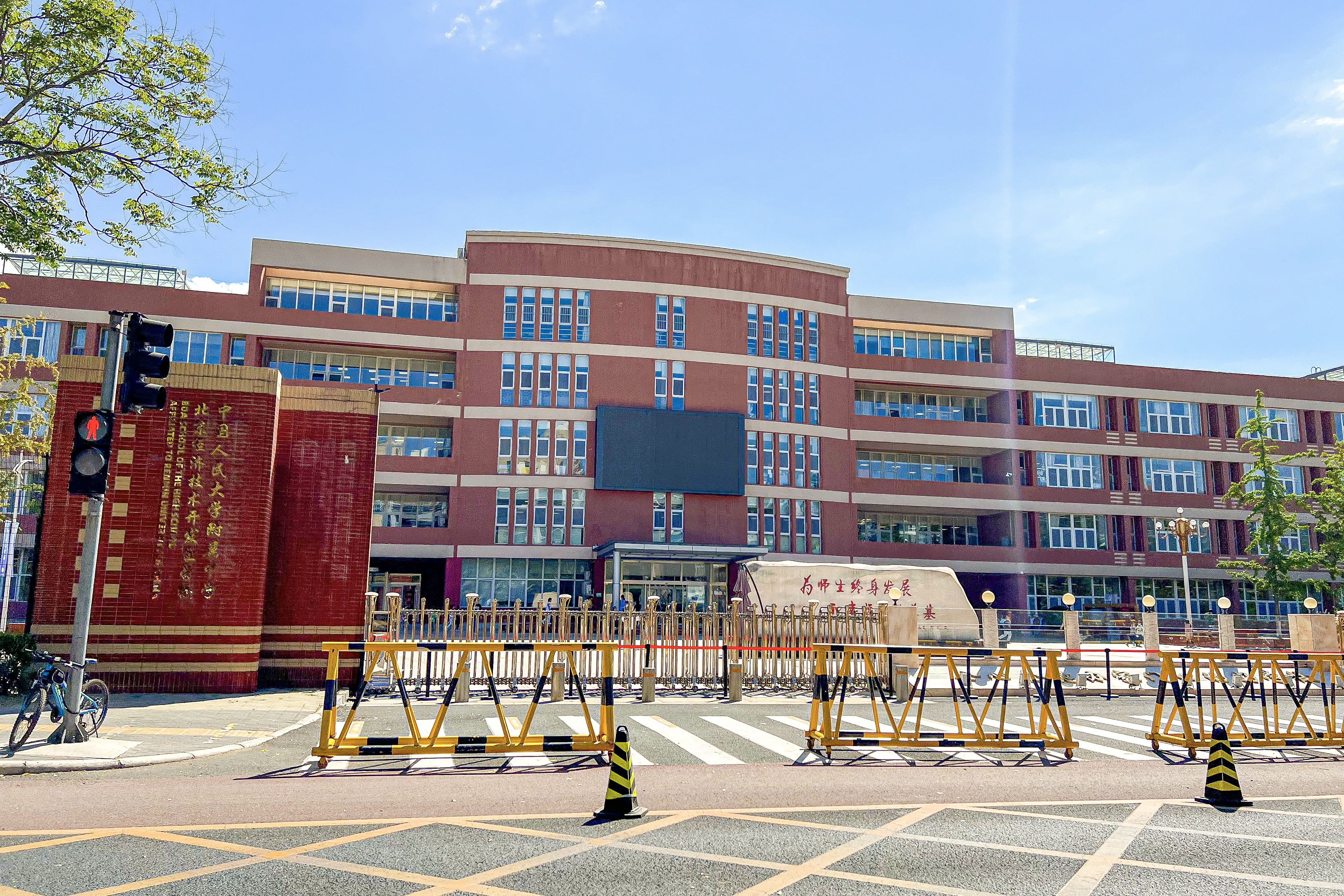
人大附中经开学校

### 人大附中北京经济技术开发区学校
前身是成立于1998年的北京市第二中学亦庄学校，2020年以前改由人大附中承办并改为现名，是十二年一贯制学校。

### 人大附中丰台学校
人大附中丰台学校，是人大附中承办的位于北京丰台的中学六年制学校。

### 人大附中通州校区
校区最早前身可追溯至1915年冬成立的通县女子师范讲习所，后改为北京市通州区第三中学，2016年人大附中承办该校并改为现名，为十二年一贯制学校。

### 北京学校
于2021年建成，筹建时曾称人大附中通州学校，现为北京市教委和人大附中联合总校联合直管学校，为十二年一贯制学校。

### 人大附中石景山学校
该学校前身最早可追溯至20世纪中叶建立的隆恩寺中学，进入21世纪后被改扩建为北京师范大学附属中学京西分校，2019年7月，学校改由人大附中西山学校承办成为人大附中联合总校成员校，改为现名，是十二年一贯制学校。

### 人大附中深圳学校
是人大附中在北京市境外直接承办的第一所分校，为十二年一贯制学校，共有两个校区，2017年建成。

### 北京市第十九中学
2024年，经海淀区教委批准，北京十九中加入人大附中联合总校（教育集团），人大附中对北京十九中实施帮扶。同时，十九中的部分优秀生源也开始受到人大附中直升政策的照顾。
北京市第十九中学的最早前身可以追溯至1916年由基督教堂海淀堂成立的培元女子小学，1924年扩张为完全小学，20世纪40年代扩张为同时具有小学和初中学段的培元学校（也就是当时的“北平私立培元初级中学校”和“北平私立培元小学校”），1952年随中央人民政府关于学校私转公的要求，经过调整，培元学校中学部吞并1951年成立的的蓝靛厂中学班（与1964年成立的蓝靛厂中学无关）并组建为“北京市第十九中学”。身为现今海淀区境内第一所完全中学。此外，十九中主校区与中国人民大学的距离较近。

### 美國
- 人大附中美國分校（合辦）

## 历任校长
1. 胡朝芝（1950-1956）
2. 夏　加（1956-1959）
3. 邸文彧（1960-1962）
4. 陈邦友（1967-1969）
5. 吴英杰（1971-1978）
6. 董　放（1983-1984）
7. 胡俊泽（1984-1992）
8. 朱迪生（1992-1997）
9. 刘彭芝（1997-2018）
10. 翟小宁（2018-2019）
11. 刘小惠（2019-至今）

## 友好学校

### 中国
- 中国上海市大同中学
- 香港瑪利諾修院學校 (中學部）
- 香港喇沙書院
- 香港協恩中學
- 香港宝血会上智英文书院
- 香港福建中学
- 澳門濠江中学

### 英国
- 英格兰伊顿公学 Eton College
- 英格兰哈罗公学 Harrow School
- 英格兰爱慕布鲁克中学 The Emmbrook School
- 英格兰霍尔特中学The Holt School
- 英格兰辟格特中学The Piggott School

### 美洲
- 美国安多佛菲利普斯学院 Phillips Academy, Andover
- 美国埃克塞特菲利普斯埃克塞特学院 Phillips Exeter Academy, Exeter
- 美国檀香山普纳荷学校 Punahou School, Honolulu
- 美国普林斯顿普林斯顿国际数理中学 PRISMS, Princeton[12]

### 欧洲
- 丹麦伦斯特德中学
- 西班牙马德里British Council School
- 西班牙巴塞罗那Hamelin-Internacional LAIE学校
- 芬兰艾肯纳斯学校
- 德国斯图加特费迪南保时捷中学 Ferdinand-Porsche-High School
- 義大利友好学校
- 瑞士坎东学校

### 亚太地区
- 三一文法学院
- 新加坡莱佛士书院 Raffles Institution
- 新加坡莱佛士女中 Raffles Girls' School (Secondary)
- 新加坡中正中学（义顺）[21][22]
- 日本東京都立武藏高等學校·附屬中學
- 日本大阪府立北淀高等學校
- 日本大阪教育大学附属中学池田校舍
- 首尔大元外国语高等学校
- 泰國曼谷玛希顿科学纪念中学

### 孔子学院
- 美国麻州大学波士顿分校

## 知名校友[a]

### 政界
- 郝建秀，全国政协副主席，1958届毕业于中国人民大学速成中学[23]
- 魏京生，中华人民共和国持不同政见者，1996年萨哈罗夫奖获得者，1966届[24]
- 陈　晴，联合国儿童基金会香港委员会（UNICEF HK）主席，1988届[25]
- 蔣捷連，六四清场受害者，1987级（高），其意外离世推动其母丁子霖组织发起了天安门母亲运动。[26]
- 项俊波，国家审计署副审计长，中国农业银行行长、董事长,中国保险监督管理委员会主席
- 岳　昕，社会活动者，2014届，北大岳昕事件的当事人，[27]

### 商界
- 柳　青，滴滴出行首席运营官，1996届[28]
- 肖　盾，一起作业网创始人，1993级（初）[29]
- 杨夏男，杨树资本合伙人，2002届[30]
- 侯晓迪，图森未来联合创始人，2003届[31][32]
- 吴天际，幻腾智能联合创始人兼首席技术官，2006届[33][34]
- 戴　威，ofo创始人，2009届[35][36]
- 解豐鳴，中植系解直錕之女

### 文娱
- 高玉宝，中国知名军队作家
- 张暖忻，导演，1982年金鸡奖导演特别奖获得者，1958届[37]
- 张木生，政治评论家，1965届
- 韩　健，中国男歌手
- 许　晴，中国女演员，1988届
- 张冠梓，中国社会科学院人事教育局局长，东莞市副市长[38]
- 杨　禹，中国中央电视台特约评论员[39]
- 曾子墨，凤凰卫视主持人，1991届[40]
- 金刻羽，全球青年领袖，伦敦政治经济学院终身教授，1997届[41]
- 刘思达，1998届，多伦多大学法学院教授。[42]
- 赵　婷，1997级，导演，其电影《无依之地》使其获第78届金球奖、第93届奥斯卡最佳导演奖。
- 周扬青，网络红人，2006届 [43]
- 钟道然，作家[44]
- 金圣权，中国音乐剧演员、歌手
- 杨沛宜，中国女歌手，2016届[45]
- 杨祺如，演员，2017届[46]
- 蔡雨桐，中国女歌手，银河少年电视艺术团前团员，2021届
- 杜卡妮，中国女演员，北京冬奥会开幕式演员，2022级

### 体育
- 程丛夫，赛车手[47]
- 侯逸凡，国际象棋[48]
- 张培萌，田径运动员[49]
- 窦宝宝，艺术体操运动员[50]
- 袁　微，北京理工大学足球俱乐部主教练[51]
- 刘　英，中国女子足球队队长[52]
- 王安治，中国足球运动员，1995届[53]
- 严鼎皓，中国足球运动员[54]
- 孟　夜，中国足球运动员
- 张　远，中国足球运动员
- 张辛昕，中国足球运动员[55]
- 符云龙，中国足球运动员，2013届